# جون أ. كارتر
جون أ. كارتر هو محامي وسياسي أمريكي، ولد في 25 نوفمبر 1808 في مقاطعة ريتشموند في الولايات المتحدة، وتوفي في 1890 في مقاطعة لودون في الولايات المتحدة. انتخب عضو مجلس ولاية فرجينيا ‏.